# Laetesia woomeraensis
Laetesia woomeraensis är en spindelart som beskrevs av Jörg Wunderlich 1976. Laetesia woomeraensis ingår i släktet Laetesia och familjen täckvävarspindlar.
Artens utbredningsområde är Sydaustralien. Inga underarter finns listade i Catalogue of Life.